# Andrej Meszároš
Andrej Meszároš (Považská Bystrica, 13 ottobre 1985) è un hockeista su ghiaccio slovacco.

## Carriera
La sua carriera è iniziata in patria con il Dukla Trenčín nella stagione 2002/03. Nel 2004/05 è approdato in WHL con i Vancouver Giants, prima di debuttare in NHL nell'annata successiva con gli Ottawa Senators.
In NHL ha indossato anche le casacche di Tampa Bay Lightning (2008-2010), Philadelphia Flyers (2010-2014), Boston Bruins (2013/14) e Buffalo Sabres (2014/15).
Nella stagione 2015/16 è approdato in KHL con l'HC Sibir Novosibirsk. Dall'annata successiva milita nell'HC Slovan Bratislava, sempre in KHL.
Con la nazionale slovacca ha preso parte a diverse edizioni dei campionati mondiali a partire dal 2004 e a tre edizioni dei Giochi olimpici invernali (2006, 2010 e 2014).